# Colton Haynes
Colton Lee Haynes (ur. 13 lipca 1988 w Andale) – amerykański aktor i model.

## Życiorys

### Rodzina i edukacja
Urodził się w Andale w stanie Kansas, jako syn Dany Denise Mitchell i Williama Claytona Haynesa. Opisał swoich rodziców jako „hippisów o wolnym duchu”. Ma pięcioro rodzeństwa, w tym braci Clintona i Jozuego, oraz siostrę Willow. Dorastał na farmie w Andale, a także mieszkał w Arkansas, Nowym Meksyku, Teksasie i na Florydzie.
Uczęszczał do Navarre High School na Florydzie, Andale High School w Kansas i ukończył Samuel Clemens High School w Schertz w Teksasie.

### Kariera
Kiedy miał 15 lat, rozpoczął karierę w Nowym Jorku jako model. Pojawił się w sesji zdjęciowej Bruce’a Webera dla Abercrombie & Fitch, a w 2006 dla „XY Magazine”. Wziął udział również w kampaniach dla Kiry Plastinina, JCPenney, Ralpha Laurena i Verizon. Zagrał w filmie Transformers (2007) i jednym z odcinków serialu CBS CSI: Kryminalne zagadki Miami (2007). Następnie wystąpił w roli Scotta Hollanda w komedii romantycznej Hallmark Channel Na zawsze razem (Always and Forever, 2009). Zagrał w teledyskach do piosenek: „I Don’t Love You” (2007) zespołu My Chemical Romance „Trouble” (2012), Leony Lewis, „Gold” (2013) Victorii Justice i „Honey, I’m Good” (2014) Andy’ego Grammera.
Grał Roya Harpera, ulicznego bandytę w serialu The CW Arrow (2013–).

## Życie prywatne
Był związany z Zacharym Quinto (2009) i Emily Bett Rickards (w grudniu 2013). 5 maja 2016 w wywiadzie dla „Entertainment Weekly” wyjawił, że jest gejem. Wyjaśnił: „Już jakiś czas temu powinienem był powiedzieć, że jestem gejem, ale nie byłem gotowy. Nie czułem, że jestem to komuś winny. (...) Czułem, że moje zachowanie jest dla ludzi rozczarowujące. Rodzicom i przyjaciołom powiedziałem już dawno - publicznie nie byłem w stanie o tym mówić – aż do teraz. Trochę czasu zajęło mi dojście do tego punktu, ale dziś czuję się szczęśliwszy i zdrowszy niż kiedykolwiek wcześniej”. 11 marca 2017 zaręczył się z aktorem telewizyjnym Jeffem Leathamem, którego poślubił 27 października 2017. Obaj małżonkowie przyjęli podwójne nazwisko Haynes-Leatham. W kwietniu 2018 doszło do rozwodu aktorów.
W kwietniu 2019 na łamach magazynu „Attitude” ujawnił, że był uzależniony od narkotyków i alkoholu.

## Filmografia

### Film
| Rok  | Tytuł                              | Rola                | Uwagi                    |
| ---- | ---------------------------------- | ------------------- | ------------------------ |
| 2007 | Transformers                       | Dzieciak w kawiarni | niewymieniony w czołówce |
| 2009 | Na zawsze razem                    | Scott Holland       | Film telewizyjny         |
| 2011 | Charlie Brown: Blockhead's Revenge | Linus van Pelt      | Film krótkometrażowy     |
| 2011 | Yearbook                           | Carl Mccormick      | Film krótkometrażowy     |
| 2015 | San Andreas                        | Joby                |                          |

### Serial
| Rok       | Tytuł                          | Rola                 | Uwagi                                                    |
| --------- | ------------------------------ | -------------------- | -------------------------------------------------------- |
| 2007      | CSI: Kryminalne zagadki Miami  | Brandon Fox          | Odcinek: "Bang, Bang, Your Debt"                         |
| 2008      | Privileged                     | Alexander            | Odcinek: "All About Friends and Family"                  |
| 2008      | Gdzie pachną stokrotki         | Ares Kostopolous     | Odcinek: "Frescorts"                                     |
| 2009      | Melrose Place                  | Jessie Roberts       | Odcinek: "Gower"                                         |
| 2010      | The Gates: Za bramą tajemnic   | Brett Crezski        | Główna obsada; 11 odcinków                               |
| 2010      | Look                           | Shane                | Główna obsada; 11 odcinków                               |
| 2011      | The Nine Lives of Chloe King   | Kai                  | Odcinek: "Dogs of War"                                   |
| 2011–2012 | Teen Wolf: Nastoletni wilkołak | Jackson Whittemore   | Główna obsada; 24 odcinki (sezony 1-2)oraz s06e17-s06e19 |
| od 2013   | Arrow                          | Roy Harper / Arsenal | Główna obsada                                            |
| 2017      | American Horror Story Cult     | Detektyw Samuels     |                                                          |